# Criptococose
Criptococose é uma micose causada pelo fungo Cryptococcus neoformans ou pelo Cryptococcus gattii. É a única levedura encapsulada que causa doenças conhecidas atualmente, um fator importante para seu diagnóstico com microscópio. Podem afetar pele, próstata, olhos, ossos, trato urinário e sangue.

## Causas

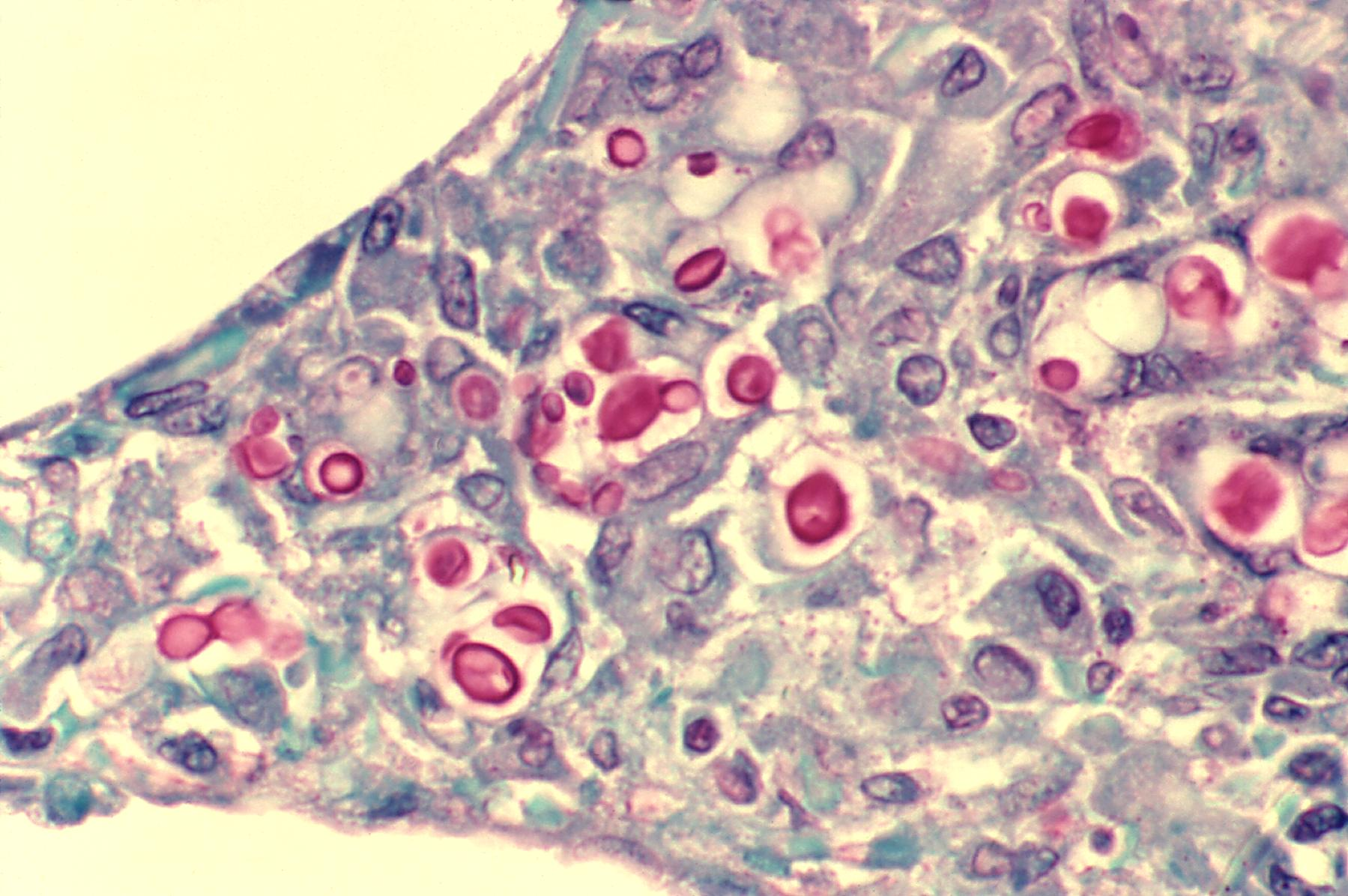
Microfotografia de Cryptococcus neoformans no pulmão de um paciente de SIDA.

A levedura encapsulada oportunista Cryptococcus neoformans causa pneumonia ou meningoencefalite em imunodeprimidos, enquanto o Cryptococcus gattii também afeta imunocompetentes. Em sua fase infecciosa se reproduzem de forma assexuada, mas possuem variedades teleomórficas (sexuadas) que correspondem ao Filobasidiella neoformans e F. bacillispora respectivamente.

## Epidemiologia
Existe em todo o mundo e causa um caso de meningite a cada um milhão de habitantes por ano. A infecção se dá pela inalação de esporos, frequentemente em detritos de pombos e o contagio não acontece de pessoa para pessoa. Quase 80% dos casos apareceram em pessoas com AIDS.

## Progressão, Sinais e Sintomas
Pneumonia
Após inalação, as leveduras multiplicam-se no pulmão, onde não causam sintomas em 1/3 dos casos. Quando causam sintomas predominam:
- Tosse com muco (54%);
- Febre (26%);
- Tosse com sangue (18%);
- Derrame pleural (menos de 10%);
- Suores noturnos, emagrecimento e fraqueza também podem estar presentes.

Meningite
Mais tarde, se o indivíduo estiver debilitado, disseminam-se pelo sangue, especialmente para o cérebro. O sistema imunitário destrói os organismos sanguíneos, mas não detecta aqueles já presentes no líquido cefalorraquidiano (uma vez que é muito pobre em linfócitos). O resultado mais frequente é a multiplicação das leveduras nesse liquido rico em glicose gerando inflamação das membranas que envolvem o cérebro, ou seja, meningite. 5 Os sintomas são os mesmos de todas as meningites, mas ao contrário da meningite bacteriana podem durar várias semanas:
- Dor de cabeça,
- Náuseas e vômitos;
- Rigidez da nuca;
- Fotofobia (sensibilidade exagerada à luz).

Em indivíduos imunodeficientes (como, por exemplo, SIDA/AIDS, pacientes em uso de corticosteroides ou aqueles com outra patologia crônica associada) a condição é mais grave e persistente e pode cursar com encefalite potencialmente mortal. Pode ainda causar lesões na pele e ossos.

## Diagnóstico
Amostras de liquido cefalorraquidiano são observadas ao microscópio, mas a cultura pode ser necessária para a identificação. A sorologia, com detecção de anticorpos específicos contra o fungo é usada também.

## Tratamento
O tratamento vai depender do local da infecção e da disseminação. Geralmente é feita com o fármaco antifúngico anfotericina B (0,5-1,0 mg/kg/dia) e seus derivados lipídicos ou com a combinação de fluconazol (400 mg/dia) e 5-flucitosina (100 mg/kg/dia).